# Furongij
Furongij (poznat i kao Kasni kambrij, Gornji kambrij, Merioneth, Croixij ili Potsdamij) je treća i završna geološka epoha kambrijskog razdoblja. On pokriva razdoblje od prije 501 ± 2 Ma i 488.3 ± 1.7 Ma (milijuna godina). Podijeljen je u dvije ICS faze, od kojih je prva (Paibij) imenovana. U to doba su se prvi put pojavili trilobiti, koji služe kao korisni indeksni fosili.

## Vanjske poveznice
|  | Zajednički poslužitelj ima još gradiva o temi Furongij |